# Elab
Elab predstavlja laboratoriju za elektronsko poslovanje koja kao osnovni cilj poslovanja ima unapredenje poslovnog, naučno-istraživackog i obrazovnog rada u oblasti primene informaciono komunikacionih tehnologija u poslovanju, kao i projektovanja informacionih sistema u Internet okruženju. Rad laboratorije zasniva se na primeni savremenih tehnologija i na permanantnim inovacijama. Osnivanje Laboratorije imalo je kao osnovni motiv unapređenje naučno-istraživačkog i obrazovnog rada nastavnika, saradnika i studenata FON-a, u oblasti elektronskog poslovanja i primene internet i mobilnih tehnologija u poslovanju, kao i izvođenju nastave na redovnim i postdiplomskim studijama.

## Delatnost
Laboratorija za elektronsko poslovanje kao osnovni cilj poslovanja ima unapredenje poslovnog, naučno-istraživackog i obrazovnog rada u oblasti primene informaciono komunikacionih tehnologija u poslovanju, kao i projektovanja informacionih sistema u Internet okruženju. Rad laboratorije zasniva se na primeni savremenih tehnologija i na permanantnim inovacijama.

## Osnivanje
Laboratorija za elektronsko poslovanje, osnovana je oktobra meseca 2001. godine na inicijativu profesora dr Božidara Radenkovića.

## Usluge Elaba
- Elektronska trgovina
- E-obrazovanje
- E-inženjering
- Telekomunikacije i Internet

### Elektronska trgovina
- Izrada Internet biznis plana
- Internet marketing plana
- Internet prodavnica
- Implementacija web sajtova i portala
- Implementacija sajtova za mobilne uređaje
- Konsalting u projektovanju i uvođenju CRM rešenja
- Konsalting u nabavci računarske i telekomunikacione opreme
- Konsalting u oblasti primene poslovne inteligencije u e-poslovanju

### E-obrazovanje
- Poslovni kursevi: MS Office, MS Project, Open Office i drugi
- Specijalisticki kursevi se organizuju iz oblasti: Internet tehnologija, elektronskog poslovanja, Internet marketinga, mobilnog racunarstva i drugih oblasti.
- Profesionalni kursevi obuhvataju obuku iz projektovanja informacionih sistema, administracije baza podataka, windows i web programiranja i dr.
- Delatnost e-obrazovanja obuhvata i konsalting u oblasti projektovanja i realizacije sistema elektronskog obrazovanja

### E-inženjering
- Web dizajn
- Razvoj softverskih paketa
- Konfigurisanje i administriranje softver
- Uvodenje LAN i WAN
- Projektovanje računarskih mreža tipa intranet
- Uvođenje računarskih mreža i povezivanje na Internet

### Telekomunikacije i internet
- VoIP telefonije
- Web hosting
- Mail hosting
- Bežicni Internet
- Mobilnie komunikacije

## Spoljašnje veze
- http://www.elab.rs
- https://web.archive.org/web/20111116013717/http://elab.rs/simlab/